# 萬波區 (羅德里格斯德門多薩省)
6°20′10″S 77°27′58″W / 6.33611°S 77.46611°W
萬波區（西班牙語：Distrito de Huambo），是秘魯的一個區，位於該國北部亞馬遜大區的羅德里格斯德門多薩省，始建於1875年2月5日，面積99.6平方公里，海拔高度1,630米，2005年人口3,511，人口密度每平方公里35人。